# گنرال تودوروو (روستا)
گنرال تودوروو (به بلغاری: General Todorov) یک منطقهٔ مسکونی در بلغارستان است که در شهرستان پتریچ واقع شده‌است.